# Глушковский, Адам Павлович
Ада́м Па́влович Глушко́вский (1793 — ок. 1870) — русский артист балета, балетмейстер, педагог.

## Биография
Адам Глушковский родился в 1793 году. Воспитывался в доме Ш. Л. Дидло.
В 1811 (по другим данным в 1809) году окончил Санкт-Петербургскую балетную школу, учился у И. И. Вальберха и К. Л. Дидло. По окончании школы Глушковский был зачислен в Петербургскую балетную труппу, выступал на сцене как г-н Адам. Указом директора театров А. Л. Нарышкина от 1 декабря 1811 года вместе с танцовщицей Махаевой и несколькими драматическими артистами был переведён в Москву для усиления московской труппы Императорских театров.
Уже в феврале 1812 года он танцевал в Арбатском театре, построенном после того, как в пожаре сгорел Петровский театр Медокса. В том же году Глушковский был назначен одновременно первым танцовщиком, балетмейстером и руководителем московской балетной школы. Он готовил московскую балетную труппу, переносил на московскую сцену петербургский репертуар, а затем перешел и к собственным постановкам спектаклей и дивертисментов.
Перед самым вторжением в Москву войск Наполеона I Глушковский вместе со всей московской императорской труппой  1 сентября 1812 года был эвакуирован в Кострому. Однако подходящего помещения для театрального училища в Костроме не нашлось и костромской губернатор выделил для него место в Плёсе — там Адам Павлович возобновил занятия. Только в феврале 1813 года училище было переведено из Плёса в Кострому, а тем временем война с Наполеоном победно закончилась и в 1814 году артисты московской труппы снова вернулись в Москву. Однако работать им было негде, поскольку Арбатский театр полностью сгорел в московском пожаре 1812 года. Срочно начались поиски помещений для представлений и восстановление других театральных залов. Спектакли в Москве возобновились в августе 1814 года. Московская балетная труппа работала на нескольких сценах, в том числе в Театре на Моховой в Пашковском доме и усадьбе C. С. Апраксина на Знаменке. В период с 1814 по 1817 год Глушковский поставил 18 оригинальных балетных спектаклей и перенёс на московскую сцену несколько  постановок Дидло. В 1817 году Глушковский повредил спину, а в 1818 вывихнул ногу — это помешало его дальнейшей карьере танцовщика — он вынужден был перейти на пантомимные и хара́ктерные роли, что, однако, не помешало его  деятельности балетмейстера. В 1821 году он поставил свой первый большой балет «Руслан и Людмила, или Низвержение Черномора» по мотивам поэмы А. С. Пушкина, причём имя опального в то время поэта не указывалось. Был период, когда весь балет в Москве долго держался на одном Глушковском — до приезда в Москву в 1823 году знаменитой французской балерины Ф. Гюллень-Сор, также посвятившей всю свою дальнейшую жизнь становлению и развитию московского балета.
14 октября 1824 года на открытии Малого театра Глушковский поставил балет на музыку К. А. Кавоса по хореографии Л. Дюпора «Зефир, или Ветреник, сделавшийся постоянным».
После открытия  6 января 1825 года Большого театра Глушковский стал балетмейстером и в нём. В том же году он перенёс на московскую сцену балет «Рауль де Креки, или Возвращение из крестовых походов», в следующем — балет «Три пояса, или Русская Сандрильона» по сказке В. А. Жуковского,  ещё через год перенёс балет Дидло «Кавказский пленник».
Однако постепенно постановки Глушковского традиционного характера (как, впрочем, и великого Дидло) стали уступать тенденциям нового виртуозного танца, привносимым, в частности, известным балетмейстером Ф. Тальони. В 1830 году Дирекция Императорских театров увольняет Глушковского и Дидло со службы, но Глушковского обязали проработать ещё полгода. Тем не менее, вскоре к нему обратились с предложением вернуться, на что он согласился. В 1831—1835 годах Глушковский поставил несколько спектаклей, но не все они были восприняты критикой с прежним успехом. До 1839 года он служил в должности «инспектора балетов», после чего совсем расстался со сценой. Таким образом, Глушковский прослужил балетмейстером Большого театра и руководил балетной школой с 1812 по 1839 год . После ухода он некоторое время занимался педагогической деятельностью, давал частные уроки, писал воспоминания.
Среди учеников Глушковского в театральном училище были Д. С. Лопухина (Ришар), Новицкая, Кроткова 3-я, Лобанова. Одна из учениц выпуска 1812 года, балерина Большого театра Татьяна Иванова, стала его женой. Для этого в 1816 году Глушковскому пришлось перейти из католичества в православие; его восприемницей стала жена князя П. А. Вяземского княгиня Вера Фёдоровна Вяземская.
Умер Адам Глушковский около 1870 года.

## Исполненные партии
- «Зефир, или Ветреник, сделавшийся постоянным» К. А. Кавоса — Зефир[1]
- 28 ноября 1819 года — «Медея и Язон» Ж.-Ж. Родольфа — Язон (его же постановка по хореографии Ш. Пика)
- «Рауль де Креки, или Возвращение из Крестовых походов» К. А. Кавоса — Рауль
- 1812 год, февраль — «Алжирцы, или побежденные морские разбойники», Арбатский театр
- 7 мая 1812 года — «Деревенская героиня», в общий бенефис Махаевой и его самого[4]

## Поставленные балеты
Адамом Глушковским создано более 30 балетов, большинство из которых перенесены на московскую сцену по чужой хореографии. «Ежегодник императорских театров» 1904—1905 годов даже назвал его «копиистмейстером», все работы которого — как «удачные копии с картин знаменитых художников». Более всего он переносил в Москву балеты своего учителя Дидло, однако несколько балетов были в его собственной постановке: это «Разбойники Средиземного моря» (1821), «Руслан и Людмила» (1821) и извлеченная из него «Героико-трагическая пантомима» (1831), «Пагубные следствия пылких страстей Дон-Жуана» (1821), «Три пояса» (1826) и «Черная шаль» (1831). Кроме того, им создано множество дивертисментов. В течение своей 30-летней службы он работал в театрах: Арбатском (1812), Апраксина на Знаменке (1814—1818), Пашкова на Моховой (1818—1824), Малом (с 1824 года) и Большом (с 1825 года). 
Среди постановок:
1812 год
- 24 мая — «Дафнис и Хлоя», по хореографии Дидло, Арбатский театр

1814 год
- 9 сентября — «Остров любви, или Забавы сельских пастухов»
- 9 октября — «Деревенские забавы», дивертисмент
- 29 октября — «Развратный, или Вертеп разбойников», героический балет в 3 действиях
- 20 ноября — «Севильский цирюльник» по хореографии Дюпора
- 27 ноября — новый турецкий дивертисмент

1815 год
- 7 января — «Венецианский карнавал», дивертисмент
- 18 января — «Великодушие турецкого паши»
- 5 мая — «Праздник на морской пристани, или Супружеское примирение», балет в 1 действии
- 26 июля — «Poзa и Колин», балет
- 25 ноября — «Гулянье на Воробьевых горах», дивертисмент, музыка С. И. Давыдова
- 22 декабря — «Филатка с Федорою у качелей под Новинским», дивертисмент, музыка С. И. Давыдова

1816 год
- 14 января — «Смерть Рожера, ужаснейшего атамана разбойников Богемских лесов, или Оправданная невинность несчастного сына его Виктора», сюжет из романа Дюкре-Дюмениля «Виктор, или Дитя в лесу»
- 4 февраля — «Торжество россиян, или бивак под Красным», дивертисмент
- 7 февраля — «Торжество победы», дивертисмент
- 1 июня — «Сельский праздник», дивертисмент
- 1 сентября — «Гулянье 1 мая в Сокольниках», дивертисмент, музыка С. И. Давыдова
- 3 октября — «Пример добродетели молодых господ», дивертисмент
- 9 ноября — «Счастливая пристань, или Четыре части света», дивертисмент
- 28 декабря — «Торжество Александра Македонского, или Побеждение Дария», трагипантомимический балет в 4 действиях
- 28 декабря — «Игрища на святках», дивертисмент

1817 год
- 15 апреля — пейзанский дивертисмент
- 13 июня — русский дивертисмент
- 5 октября — «Казаки на Рейне», дивертисмент
- 9 октября «Зефир и Флора» на музыку К. А. Кавоса с включением музыки А. Венюа, по хореографии Ш. Дидло, Театр на Моховой (Москва)[8]
- 3 декабря — «Сильний и Аминта, или Побежденный Циклоп», балет в 3 действиях
- 26 декабря — «Ярмарка на Урюпинской станице», дивертисмент

1818 год
- 17 июня — «Преступник от любви», пантомимный балет
- 17 июня — «Маскарад, или Осмеянный старый волокита», дивертисмент
- 22 ноября — «Персей, освобождающий Андромеду от морского чудовища», героический балет на музыку И. А. Ленгарда
- 13 декабря — «Невское гулянье», дивертисмент

1819 год
- 3 ноября — «Венгерская хижина» по хореографии Дидло
- 28 ноября — «Медея и Язон» по хореографии Пика (сам исполнял роль Язона)

1820 год
- 22 января — «Казаки в походе, или Филатка и Федора с детьми», дивертисмент
- 29 апреля — «Рауль синяя борода» по хореографии И. И. Вальберха
- 2 декабря — «Маскарад, или вечер в саду», дивертисмент

1821 год
- 11 января — «Разбойники Средиземного моря, или Благодетельный алжирец», балет в 3 действиях, музыка Ф. Е. Шольца, собственная постановка
- 2 сентября — «Пагубные следствия пылких страстей Дон-Жуана, или Привидение убитого им командора», пантомимический балет в 4 действиях, музыка Ф. Е. Шольца, собственная постановка
- 21 сентября — «Молодая молочница», по хореографии Дидло
- 7 октября — «Приключение Генриха IV на охоте», по хореографии Дидло
- 16 декабря — «Руслан и Людмила, или Низвержение Черномора, злого волшебника», балет в 5 действиях, музыка Ф. Е. Шольца, собственная постановка, Театр на Моховой (Москва)

1822 год
- 3 февраля — «Хитрость любви, или Завербованный простак», балет в 2 действиях, музыка Ф. Е. Шольца
- 11 сентября — «Азима и Зюльма» по хореографии Бодри
- 21 сентября — «Калиф Багдадский», по хореографии Дидло

1823 год
- 25 января — «Старинные игрища, или Святочный вечер», дивертисмент, музыка Ф. Е. Шольца
- 22 февраля — «Леон и Тамаида» по хореографии Дидло
- 12 сентября — «Три талисмана, кошелек, рожок и пояс, или восточный чародей», балет в 3 действиях, музыка Ф. Е. Шольца

1824 год
- 14 октября — «Зефир, или Ветреник, сделавшийся постоянным» по хореографии Дюпора, к открытию Малого театра
- 15 декабря — «Евфимий и Евхариса» по хореографии Дидло

1825 год
- 23 января — «Вечер артистов, или Кто во что горазд», дивертисмент
- 23 (либо 16[9]) октября — «Рауль де Креки», композиторы К. А. Кавос и Т. В.Жучковский, по хореографии Дидло, Большой театр

1826 год
- 20 октября — «Три пояса, или Русская Сандрильона», национальный балет в 3 действиях, музыка Ф. Е. Шольца, сюжет взят из сказки В. А. Жуковского

1827 год
- 18 января — «Праздник гарема», дивертисмент в 3-й части трилогии «Керим-Гирей, крымский хан»
- 27 января — «Урок Чародея» по хореографии А. Л. Огюста и Ш. Дидло
- Дата? — дивертисмент «Возвращение князя Пожарского в своё поместье» по хореографии А. Л. Огюста и Ш. Дидло,
- 4 октября — «Кавказский пленник», музыка К. А. Кавоса по сюжету А. С. Пушкина, по хореографии Дидло, Большой театр

1828 год
- 4 октября — «Альцеста» по хореографии Дидло, Большой театр

1829 год
- 17 октября — «Роланд и Моргана» по хореографии Дидло, Большой театр

1831 год
- 15 мая — героико-трагическая пантомима в 1 акте, извлеченная из балета «Руслан и Людмила» (из постановки 1821 года)
- 11 декабря — «Чёрная шаль, или Наказанная неверность» на сборную музыку по стихам А. С. Пушкина, пантомимный балет в 1 действии, собственная постановка, Большой театр

1833 год
- 20 октября — «Разрушение очарованного замка, или Побежденный волшебник», волшебно-героический балет в 2 действиях, сюжет взят из старинной немецкой баллады, музыка Н. П. Де Витте
- 8 декабря — «Татьяна Прекрасная на Воробьевых горах»

1835 год
- 4 октября — «Карл и Лизбета» по хореографии Дидло, Большой театр

## Литературная деятельность
Перу Адама Павловича принадлежат статьи и книги-рассуждения о балетном искусстве и многочисленные мемуары: он рассказал о своем педагоге Шарле-Луи Дидло, поведал о сожженной и отстраивающейся Москве после войны 1812 года, о знаменитых московских артистах.

## Адреса
- В 1818—1822 годах снимал деревянный флигель бывшего дома княжны А. М. Щербатовой в Серебряном переулке на Арбате (на месте дома № 3).